# اینجا باش
«اینجا باش» آلبومی از کیث اربن است که در سال ۲۰۰۴ میلادی منتشر شد.